# Ray Fisher (Schauspieler)

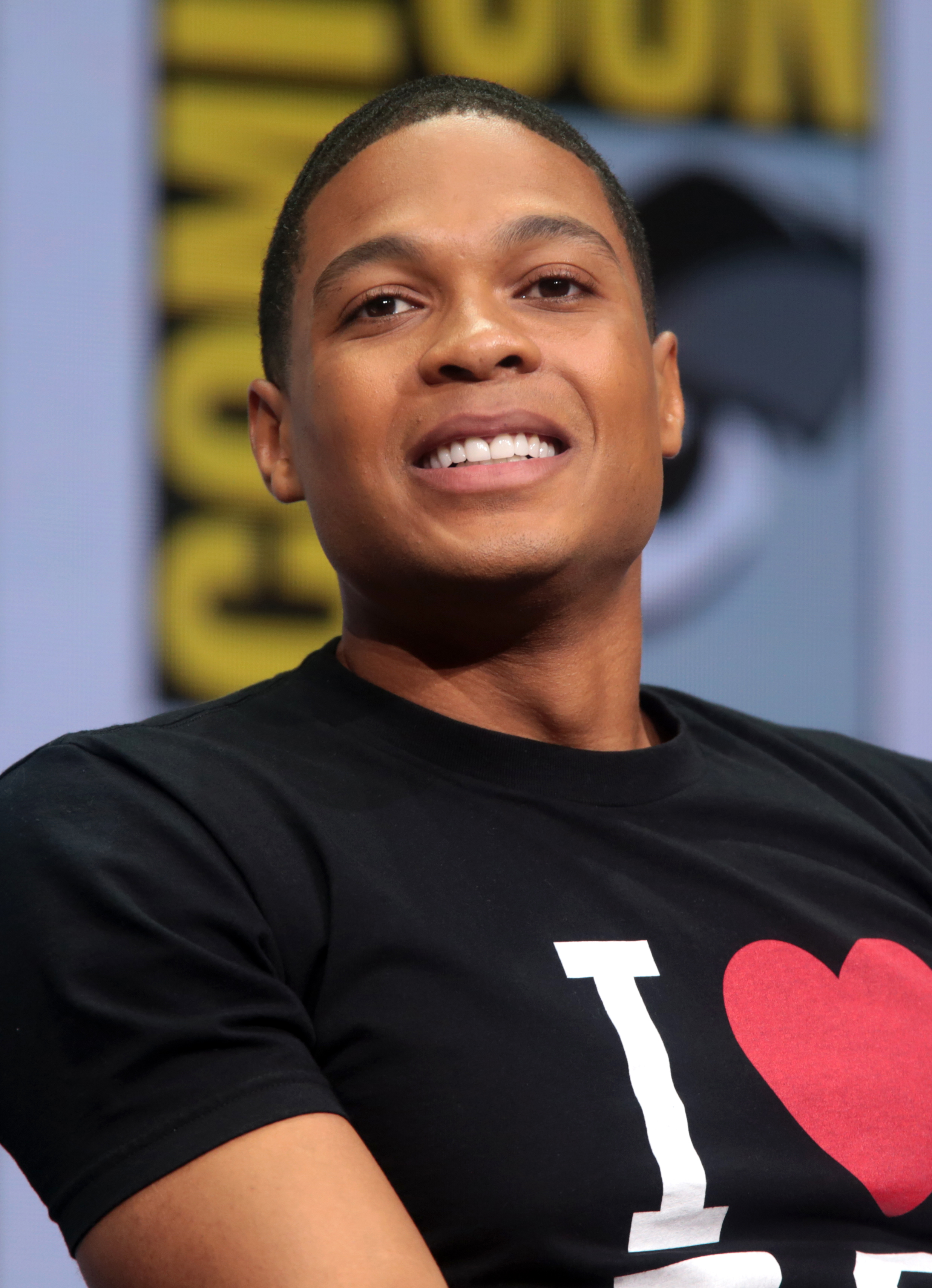
Ray Fisher auf der San Diego Comic-Con International (2017)

Ray Fisher (* 8. September 1987 in Camden, New Jersey) ist ein US-amerikanischer Schauspieler.

## Leben und Karriere
Ray Fisher wurde in Camden, dem County Seat des Camden Countys im US-Bundesstaat New Jersey, geboren und wuchs ein paar Gemeinden weiter in Lawnside auf, wo er die Haddon Heights High School abschloss. Damals legte ihm sein Englischlehrer die Idee nahe, sich dem Theater zu widmen, weshalb er schon während der Schulzeit an Aufführungen beteiligt war und auch im Schulchor sang. Nach dem Abschluss studierte Fisher an der American Musical and Dramatic Academy in New York City.
Im Jahr 2008 trat er dann zusammen mit dem Shakespeare Theatre of New Jersey während des Shakespeare-Live-Programms auf. Eine seiner Rollen war etwa die des Tom Robinson aus dem Werk Wer die Nachtigall stört. Ein Jahr darauf wirkte er auch an den Aufführungen des Werks Macbeth mit. Für den New York Theatre Workshop 2013 trainierte Fisher sich etwa 10 Kilogramm Muskelmasse für die Verkörperung von Muhammad Ali in einer Off-Broadway-Produktion von Fetch Clay, Make Man an und brachte bei einer Körpergröße von 1,90 m etwa 100 Kilo auf die Waage.
Seine Schauspielkarriere vor der Kamera begann im Jahr 2015, nachdem er 2008 schon einmal an einem Kurzfilm beteiligt war. So spielte er in einer Episode von The Astronaut Wives Club mit. 2016 übernahm er erstmals mit einem Cameo-Auftritt die Rolle des Victor Stone / Cyborg im Film Batman v Superman: Dawn of Justice. 2017 wirkte er in dieser Rolle auch im Film Justice League mit.

## Filmografie
- 2008: The Good, the Bad, and the Confused. (Kurzfilm)
- 2016: The Astronaut Wives Club (Fernsehserie, Episode 1x06)
- 2016: Batman v Superman: Dawn of Justice
- 2017: Justice League
- 2019: True Detective (Fernsehserie, 8 Folgen)
- 2021: Zack Snyder’s Justice League
- 2022: Women of the Movement (Fernsehserie, 4 Episoden)
- 2023: Rebel Moon – Teil 1: Kind des Feuers (Rebel Moon – Part One: A Child of Fire)
- 2024: Rebel Moon – Teil 2: Die Narbenmacherin (Rebel Moon – Part Two: The Scargiver)
- 2024: The Piano Lesson